# UUM-44A SUBROC
UUM-44A Submarine Rocket (SUBROC) – amerykański pocisk rakietowy przeznaczony do zwalczania zanurzonych okrętów podwodnych. Pociski SUBROC mogły być wystrzeliwane z wyrzutni torpedowych własnych okrętów podwodnych, uzbrojone były w głowicę jądrową W55 o mocy 1-5 kT.
Produkowane przez Goodyear Aerospace pociski SUBROC były pierwszymi amerykańskimi taktycznymi pociskami rakietowymi odpalanymi spod wody. Wprowadzony do użytku operacyjnego w 1964 roku pocisk, wystrzeliwany był z wyrzutni torpedowej zanurzonego okrętu. Po wypłynięciu na powierzchnię i opuszczeniu wody, uruchamiał się ich silnik rakietowy na paliwo stałe, po czym poruszając się z prędkością ponaddźwiękową po trajektorii balistycznej pocisk pokonywał zaprogramowany dystans maksymalnie do około 25 mil morskich (46,5 km) (55 km według niektórych źródeł). Po osiągnięciu zaprogramowanej odległości lotu w atmosferze, silnik ulegał odłączeniu, zaś głowica jądrowa typu W55 o regulowanej mocy 1 do 5 kiloton i wadze 300 kg, wpadała do wody lotem kontrolowanym, eksplodując następnie na zaprogramowanej głębokości. Pole rażenia głowicy W55 szacowane było na 5 do 8 kilometrów.
Przed wystrzeleniem pocisku, okręt podwodny musiał wysłać w kierunku wykrytego uprzednio przez sonar pasywny celu akustyczny sygnał sonaru aktywnego, celem precyzyjnego ustalenia odległości od celu. Stanowiło to istotny mankament tego wzoru uzbrojenia, a amerykańscy dowódcy okrętów podwodnych w trakcie zimnej wojny z oczywistych przyczyn wystrzegali się używania sonaru aktywnego.